# Амінов Владислав Вікторович
Амінов Владислав Вікторович (рос. Владислав Викторович Аминов; 19 серпня 1977) — російський плавець.
Учасник Олімпійських Ігор 2000 року. Бронзовий медаліст Чемпіонату світу з водних видів спорту 2001 року в естафеті 4×100 м комплексом.